# Club Deportivo Roldán
El Club Deportivo Roldán fue un club de fútbol español de la localidad de Roldán, Torre-Pacheco, en la Región de Murcia. Fundado en 1969, el club desapareció en 1996.

## Historia
Se funda en 1969 en Roldán, pedanía de Torre-Pacheco, jugando en categorías regionales hasta 1988, cuando logró el ascenso a Tercera División. Después de tres temporadas, consiguió su primer y único ascenso a Segunda División B, donde sólo duró una temporada.
Tras cuatro temporadas consecutivas en Tercera División, el club desapareció en 1996, tras sufrir otro descenso a Preferente. En 2017, después de 21 años sin club en la ciudad, se crea el Roldán CD . 

## Temporada a temporada
| Temporada | Nivel | División   | Posición    | Copa del Rey |
| --------- | ----- | ---------- | ----------- | ------------ |
| 1969–70   | 6     | 2ª Reg.    | 12º         |              |
| 1970–71   | 6     | 2ª Reg.    | 9º          |              |
| 1971–72   | 6     | 2ª Reg.    | 11º         |              |
| 1972–73   | 6     | 2ª Reg.    | 2º          |              |
| 1973–74   | 6     | 2ª Reg.    | 6º          |              |
| 1974–75   | 6     | 2ª Reg.    | 5º          |              |
| 1975–76   | 6     | 2ª Reg.    | 3º          |              |
| 1976–77   | 5     | 1ª Reg.    | 14º         |              |
| 1977–78   | 6     | 1ª Reg.    | 13º         |              |
| 1978–79   | 6     | 1ª Reg.    | 4º          |              |
| 1979–80   | 6     | 1ª Reg.    | 10º         |              |
| 1980–81   | 5     | Reg. Pref. | 17º         |              |
| 1981–82   | 6     | 1ª Reg.    | 5º          |              |
| 1982–83   | 6     | 1ª Reg.    | No finalizó |              |

| Temporada | Nivel | División   | Lugar | Copa del Rey  |
| --------- | ----- | ---------- | ----- | ------------- |
| 1983–84   | 6     | 1ª Reg.    | 7º    |               |
| 1984–85   | 6     | 1ª Reg.    | 12º   |               |
| 1985–86   | 6     | 1ª Reg.    | 6º    |               |
| 1986–87   | 6     | 1ª Reg.    | 7º    |               |
| 1987–88   | 5     | Reg. Pref. | 4º    |               |
| 1988–89   | 4     | 3.ª        | 17º   |               |
| 1989–90   | 4     | 3.ª        | 5º    |               |
| 1990–91   | 4     | 3.ª        | 1º    | Segunda ronda |
| 1991–92   | 3     | 2ªB        | 17º   | Segunda ronda |
| 1992–93   | 4     | 3.ª        | 3º    | Segunda ronda |
| 1993–94   | 4     | 3.ª        | 2º    | Segunda ronda |
| 1994–95   | 4     | 3.ª        | 10º   |               |
| 1995–96   | 4     | 3.ª        | 19º   |               |

## Datos del club
- 1 temporada en Segunda División B.
- 7 temporadas en Tercera División.
- 2 temporadas en Preferente.
- 10 temporadas en Primera Regional.